# ARJ (Computerprogramm)
ARJ ist ein kommandozeilenorientiertes Anwendungsprogramm zur Archivierung und Kompression von Dateien. Gleichzeitig bezeichnet ARJ auch das proprietäre Dateiformat dieser Anwendung. Es wurde benannt nach seinem Erfinder Robert K. Jung (Archivar Robert Jung). Ursprünglich für MS-DOS geschrieben gibt es mittlerweile mit ARJ32 eine Version für Windows.
Im Jahr 2002 wurde eine freie Version der Software unter der GNU GPL veröffentlicht, die mittlerweile auf mehr Plattformen (Linux, Solaris und OS/2) lauffähig ist als die ursprünglichen Versionen der ARJ Software Inc.
Teile des Verfahrens waren durch ein US-Patent geschützt.

## Eigenschaften/Geschichte
Anfang bis Mitte der 1990er Jahre war ARJ unter MS-DOS und Windows 3.11 das am weitesten verbreitete Packprogramm nach PKZIP, verdrängte das ZIP-Format aber nie von seinem Spitzenplatz. Gegenüber PKZIP und anderen Packprogrammen bot es den Vorteil, dass zum Packen und Entpacken das gleiche Programm verwendet wurde, wenngleich es auch einen schlanken separaten Entpacker gibt. ARJ zeichnete sich weiter dadurch aus, dass es eine Vielzahl von Kommandos und Schaltern besitzt, die nicht nur zum Einstellen der Kompressionsdichte und Packgeschwindigkeit dienen, sondern auch einen umfänglicheren Eingriff bieten in der Art, wie Dateien strukturiert, durchsucht und entpackt werden sollen. Fast alle Kommandos und Schalter lassen sich beliebig kombinieren, wobei die Reihenfolge mitunter relevant für das Ergebnis ist.
Des Weiteren besitzt ARJ eine für damalige Verhältnisse robustere Handhabung mehrteiliger Archive (multi-volume archives) und eroberte so in den Mailbox-Systemen einen Nischenbereich, welcher aber bereits Mitte der 1990er Jahre vom RAR-Format abgelöst wurde.
Bis zur Version 2.5 gab es einige Versionen, die in deutscher Sprache erschienen. Auch existieren mehrere Programme, die mit einem grafischen Aufsatz für Windows dem Programm zur fehlenden Menüführung verhalfen – etwa WinARJ.
Als Kommandozeilen-Programm ist es nach der Einführung von Windows 95 aber nahezu komplett von ZIP und RAR verdrängt worden, welche eigene menügeführte Oberflächen brachten.